# Belén Esteban
María Belén Esteban Menéndez (Madrid,  9 de noviembre de 1973), conocida simplemente como Belén Esteban, es una colaboradora de televisión, presentadora y empresaria española.

## Biografía

### Infancia y juventud
María Belén Esteban Menéndez nació el 9 de noviembre de 1973 en Madrid. Hija de Francisco Esteban de Diego (1939-2006), fallecido víctima de un cáncer a los 67 años, y de María del Carmen Menéndez Sánchez (16 de octubre de 1943). Tiene dos hermanos mayores, Juan Pedro Esteban Menéndez y Francisco José Esteban Menéndez. Se crio en el madrileño distrito de Ciudad Lineal y realizó sus estudios en el colegio Salvador Dalí del barrio de la Concepción de Madrid.

### Salto a la fama
Su salto a la fama se produjo cuando se dio a conocer públicamente su relación sentimental con el torero Jesús Janeiro Bazán, más conocido como Jesulín de Ubrique. Ambos tuvieron una hija, Andrea Janeiro Esteban. Tras su separación, comenzó a trabajar de manera continuada como colaboradora de programas de corazón en televisión. Desde ese momento, Belén Esteban se convirtió en unos de los personajes más populares de la prensa del corazón española.
Comenzó su carrera televisiva en el programa Como la vida de Antena 3 de la mano de Alicia Senovilla. En el 2002 comenzó a colaborar con Ana Rosa Quintana en el programa Sabor a ti, de la misma cadena. Tras el paso de Ana Rosa de Antena 3 a Telecinco, en el año 2004, Belén también se pasó a esta cadena, en la cual comenzó colaborando en el programa matinal Día a Día, presentado en aquellos momentos por Carolina Ferre. Con la incorporación de Ana Rosa después de su maternidad, Belén siguió trabajando como colaboradora habitual con la conocida periodista en El programa de Ana Rosa, desde 2005 a 2009. Son conocidas sus apariciones y colaboraciones en programas como ¿Dónde estás, corazón?, el late show Crónicas marcianas, Salsa Rosa, La Noria o el debate de la versión española de Gran Hermano, entre otros. En el año 2009, dejó El programa de Ana Rosa para trabajar en Sálvame, convirtiéndose en uno de los iconos y reclamos del programa.
El 5 de abril de 2013, anunció en el programa Sálvame Deluxe durante una entrevista que abandonaba temporalmente la televisión debido al robo de su casa mientras estaba de vacaciones en Benidorm, abandonando así dicho programa y también Sálvame. A finales de septiembre del mismo año, se anunció que la colaboradora volvería a ambos programas el 18 de octubre de 2013 tras su abandono voluntario.
En enero de 2015, Esteban entró en la casa del concurso de telerrealidad Gran Hermano VIP, siendo la ganadora de la tercera edición, con polémica de por medio debido a las acusaciones por parte de la audiencia hacia el programa. Aunque estas manifestaron que hubo manipulación en los votos, las acusaciones nunca han sido demostradas ante un tribunal.
Tras el final de Sálvame y de su derivado Deluxe el 23 de junio de 2023, dio el salto a la plataforma Netflix junto a parte de sus compañeros de programa en el docu-reality Sálvese quien pueda.
En enero de 2024 estuvo a punto de fichar como jurado del talent show Baila como puedas en La 1 de RTVE pero fue vetada por la directora general de la cadena, Ana María Bordas.
El 15 de mayo de 2024, comenzó a colaborar en Ni que fuéramos Shhh, un espacio de entretenimiento y crónica social transmitido en directo por Canal Quickie a través de redes sociales y plataformas de streaming. Sin embargo, el 27 de marzo de 2025, el programa llegó a su fin para dar paso a su regreso a la televisión tradicional, esta vez en La 1 de RTVE, bajo el título La familia de la tele.

### Las campanadas de 2009
El 10 de noviembre de 2009, Telecinco anunció que Belén Esteban retransmitiría, junto con su compañero de Sálvame, Jorge Javier Vázquez, las campanadas de fin de año de 2009 para la cadena. Tras el anuncio, Esteban se sometió a varias intervenciones de estética, hecho que generó gran expectación y fue comentado tanto entre las revistas y programas dedicados al periodismo del corazón como por la prensa generalista.
Tras la operación, realizó un reportaje en la revista Lecturas enseñando su nueva cara, que batió récords de ventas agotando en pocas horas los 400 000 ejemplares que se habían editado (obligando a la revista a publicar una segunda edición). Su reaparición televisiva tras las operaciones en el programa Sálvame congregó a una media de 3 147 000 espectadores y un 26 % de cuota de audiencia, casi siete puntos más que el promedio de la cadena constituyendo, según el sitio web Vertele, el mejor registro de audiencia conseguido por cualquier programa de corazón en la noche de los viernes durante 2009.
La retransmisión de las campanadas de 2009 para la cadena Telecinco tuvo 2 836 000 espectadores y un 20,4 % de cuota de pantalla y fue, según la cadena, el mejor resultado de una cadena privada en unas campanadas.

## Fenómeno mediático
La repercusión de Belén Esteban como personaje en los medios de comunicación y su calado en buena parte de la audiencia española ha llevado a muchos a preguntarse el porqué de su éxito.
En el artículo «Formatos híbridos y melodrama en televisión: el caso de Belén Esteban como heroína postmoderna» de la profesora de Periodismo de la Universidad de Sevilla María Lamuedra Graván, se argumenta que las historias de personajes conocidos provocan distintos tipos de lectura entre los televidentes o receptores. Lamuedra llevó a cabo entrevistas en profundidad y grupos de discusión con 100 lectores de revistas femeninas semanales de España y Reino Unido con motivo de su tesis doctoral, que comparaba la forma en que lectores británicos y españoles interpretaban las principales narrativas que aparecen en este tipo de revista. Durante la elaboración de su tesis, a la profesora le intrigó que Belén Esteban fuese la "famosilla" o "famosa por relación" que más debate producía, y ello motivó la redacción del artículo. 
"Formatos híbridos..." analizó el caso de Belén Esteban y la interpretación que los lectores realizaban de su personaje en el contexto académico del debate actual acerca de qué es postmodernismo. Se apreciaron dos modos de construcción de la narrativa en torno a ella: las mujeres de mayor edad o clase media baja veían a «La Esteban» como una chica de origen humilde, luchadora y de buen corazón, una especie de heroína de telenovela clásica, como Cristal (1986): Una mujer de origen humilde se enamora de un hombre rico, hecho a sí mismo. Ella, embarazada, es objeto de todo tipo de desprecios por parte de la familia de su amado, al que termina por abandonar. La mujer luchará para sacar adelante a la hija de ambos. Así es como, según Lamuedra parte de las entrevistadas construyeron el personaje de Belén Esteban durante su estudio, que tuvo lugar en el año 2002.
La autora señaló que ese tipo de heroína de telenovela se corresponde con los asociados a la construcción de las democracias modernas. Por otro lado, otros receptores (generalmente de clase media), utilizan el personaje para reflexionar en torno a si el éxito profesional sigue ligado al esfuerzo o el mérito, si la ley de la oferta y la demanda de la sociedad de consumo se ha desvinculado de lo que se consideraba «calidad».
Según la autora, la ausencia de una escala de valores compartidos en la sociedad genera un hueco que es llenado por la lógica capitalista, la ley de la oferta y la demanda sobreponiéndose incluso a los valores cívicos, en correspondencia con la definición de Frederick Jameson del postmodernismo como la «lógica del capitalismo tardío». Belén Esteban sería, pues, un personaje postmoderno, por sus varias posibles lecturas, que encarnaría las contradicciones de una época en la que prima el mercantilismo, y propiciando el debate en la sociedad.
La idea de Belén Esteban como heroína posmoderna no tendría, por tanto, una consideración necesariamente positiva, especialmente para aquellos más críticos con el sistema económico del posmodernismo.
La trascendencia de Belén Esteban a nivel mediático la llevó a ser la elegida por los organizadores del festival Cáceres Pop Art en su edición de 2010 para que su imagen fuera retratada por los distintos artistas participantes en el mismo, sucediendo a personajes como Fidel Castro, Juan Carlos I o Juan Carlos Rodríguez Ibarra, que fueron los elegidos en ediciones anteriores. La elección de Belén Esteban estuvo motivada, según explicó el presidente de la asociación organizadora, por ser representativa de una manera de triunfo, discutible o no, además de por ser uno de los personajes más conocidos de este país (España) y probablemente de las personas que más influencia tiene. En este sentido, Esteban ha sido apodada popularmente como "la Princesa del Pueblo", pseudónimo con que anteriormente había sido conocida Lady Di.
El impacto mediático de la colaboradora estuvo presente incluso en la prensa no española, como es el caso de un reportaje monográfico publicado en agosto de 2012 en el diario francés Le Monde, del que llegó a ser portada.
El 18 de abril de 2024, el restaurante Fast Food Berto's Milanesa de Barcelona abrió un museo en el barrio de Sant Andreu dedicado a Belén. El local está decorado con recortes de prensa y fotografías que muestran la biografía de la Princesa del Pueblo desde sus inicios en el mundo mediático hasta la actualidad.

### Impacto en Internet
El diario británico The Independent, en su análisis sobre las tendencias en Internet basadas en las búsquedas en Google utilizando la herramienta Google Insights, situó a Belén Esteban como uno de los personajes más rastreados en dicho buscador a nivel internacional en la semana del 15 al 21 de diciembre de 2009, revelando además que durante dicho periodo, coincidente en el tiempo con la salida a la luz pública de la presentadora tras su operación de rostro, su nombre fue el segundo término que experimentó una mayor subida a nivel mundial con un 1350% de aumento.

## Vida personal
En septiembre de 2009 el defensor del menor de la Comunidad de Madrid remitió un escrito a la Fiscalía de menores, solicitando una actuación de oficio en defensa de la protección de Andrea Janeiro Esteban, la hija de Belén Esteban, al entender que la exhibición continuada de la vida privada y de las circunstancias de la menor por parte de su madre, hecho que viene sucediendo desde que se separó del padre de la misma, vulneran su derecho a la intimidad y a la propia imagen.
En su libro Ambiciones y reflexiones, Belén Esteban confesó que durante gran parte de su vida televisiva tuvo problemas de adicción a las drogas, mayormente relacionados al consumo de cocaína. Fue en ese libro donde señalaba que consumía antes de salir en el programa ¡Más que baile!, programa del cual salió vencedora. Finalmente partir de su participación alcanzó su punto límite, así que lo dejó y se rehabilitó.

### Relaciones personales
Belén Esteban comenzó una relación de cinco años con el torero Jesús Janeiro Bazán, más conocido como Jesulín de Ubrique en el año 1995. Con Jesús, tuvo a su única hija, Andrea Janeiro Esteban, nacida el 20 de julio de 1999 en Madrid. La pareja se separó poco tiempo después.
Tras ésta separación, Belén Esteban comenzó a convertirse en un famoso personaje de televisión, y mantuvo relaciones sentimentales de corta duración en los principios de los años 2000 con Óscar Lozano y Daniel Martín, más conocido como Dani Dj.
Posteriormente, el 27 de junio de 2008 se casó religiosamente con Francisco Álvarez Gómez (f. en 2020), más conocido como Fran, un amigo desde la adolescencia. El 8 de marzo de 2010 anunció en Sálvame su divorcio, el cual no llegó a producirse. Sin embargo, la pareja finalmente se divorció en el año 2012 y el 5 de mayo de 2014, Belén solicitó la nulidad eclesiástica de su matrimonio, aunque tras el fallecimiento de su anterior marido, ya no es necesaria.
En 2018 anunció su compromiso con el conductor de ambulancias Miguel Marcos Martín, con quien mantenía una relación desde 2013. Se casaron civilmente el 22 de junio de 2019.

## Filmografía

### Programas de televisión

#### Como colaboradora
| Año           | Título                                   | Notas        | Cadena              | Logo |
| ------------- | ---------------------------------------- | ------------ | ------------------- | ---- |
| 2000-2001     | Como la vida                             | Colaboradora | Antena 3            |      |
| 2002-2004     | Sabor a ti                               | Colaboradora | Antena 3            |      |
| 2004          | Día a día                                | Colaboradora | Telecinco           |      |
| 2005-2009     | El programa de Ana Rosa                  | Colaboradora | Telecinco           |      |
| 2009-2023     | Sálvame                                  | Colaboradora | Telecinco           |      |
| 2009-2022     | Deluxe                                   | Colaboradora | Telecinco           |      |
| 2009-2011     | La Noria                                 | Colaboradora | Telecinco           |      |
| 2010          | España pregunta: Belén responde          | Protagonista | Telecinco           |      |
| 2013-2014     | Abre los ojos... y mira                  | Colaboradora | Telecinco           |      |
| 2016          | GH VIP 4: Límite 48 horas                | Colaboradora | Telecinco           |      |
| 2016          | Supervivientes 2016: Última hora         | Colaboradora | Telecinco           |      |
| 2016          | GH 17: Límite 48 horas                   | Colaboradora | Telecinco           |      |
| 2017          | GH Revolution: El Debate                 | Colaboradora | Telecinco           |      |
| 2017          | El Debate de Las Campos                  | Colaboradora | Telecinco           |      |
| 2018          | GH VIP 6: El Debate                      | Colaboradora | Telecinco           |      |
| 2019          | GH Dúo: El Debate                        | Colaboradora | Telecinco           |      |
| 2019          | Sálvame Okupa                            | Colaboradora | Telecinco           |      |
| 2019          | GH VIP 7: El Debate                      | Colaboradora | Telecinco           |      |
| 2020          | Hormigas Blancas                         | Colaboradora | Telecinco           |      |
| 2021          | Rocío, contar la verdad para seguir viva | Colaboradora | Telecinco           |      |
| 2021-2022     | El debate de las tentaciones             | Colaboradora | Cuatro / Telecinco  |      |
| 2022          | Montealto: Regreso a la casa             | Colaboradora | Telecinco           |      |
| 2024-2025     | Ni que fuéramos Shhh                     | Colaboradora | Canal Quickie / Ten |      |
| 2025          | La familia de la tele                    | Colaboradora | La 1                |      |
| 2025-presente | No somos nadie                           | Colaboradora | Canal Quickie / Ten |      |

#### Como presentadora
| Año       | Título                   | Notas                 | Cadena            | Logo |
| --------- | ------------------------ | --------------------- | ----------------- | ---- |
| 2009-2010 | Campanadas de fin de año | Presentadora          | Telecinco         |      |
| 2012-2014 | Los ojos de Belén        | Presentadora          | Telecinco         |      |
| 2018      | Belén a bordo            | Presentadora          | Telecinco         |      |
| 2019-2022 | Sálvame Limón            | Presentadora          | Telecinco         |      |
| 2022      | Lo de Belén              | Presentadora          | Telecinco         |      |
| 2024-2025 | Ni que fuéramos Shhh     | Presentadora suplente | Canal QuickieTen  |      |
| 2024-2025 | ¡Belén a cenar conmigo!  | Presentadora          | Canal QuickieTen  |      |
| 2024      | Los 40 Music Awards      | Presentadora          | YoutubeMovistar + |      |

#### Como participante
| Año       | Título               | Función      | Notas                              | Cadena           | Logo |
| --------- | -------------------- | ------------ | ---------------------------------- | ---------------- | ---- |
| 2010      | ¡Más que baile!      | Concursante  | Ganadora                           | Telecinco        |      |
| 2015      | Gran Hermano VIP 3   | Concursante  | Ganadora                           | Telecinco        |      |
| 2015-2023 | Sálvame Fashion Week | Participante | —                                  | Telecinco        |      |
| 2020      | La última cena       | Concursante  | Ganadora, con Jorge Javier Vázquez | Telecinco        |      |
| 2023-2024 | Sálvese quien pueda  | Participante | —                                  | Netflix          |      |
| 2024      | Pride fashhhion      | Participante | 4.º puesto                         | Canal QuickieTen |      |

#### Como invitada
| Año       | Título                                | Función  | Cadena            | Notas       |
| --------- | ------------------------------------- | -------- | ----------------- | ----------- |
| 2000      | Día a día                             | Invitada | Telecinco         | 1 programa  |
| 2000      | Tómbola                               | Invitada | Canal Nou         | 1 programa  |
| 2000      | ¡Qué calor!                           | Invitada | Canal Sur TV      | 1 programa  |
| 2008      | Menuda noche                          | Invitada | Canal Sur TV      | 1 programa  |
| 2013-2014 | Abre los ojos... y mira               | Invitada | Telecinco         | 2 programas |
| 2015      | Alaska y Mario                        | Invitada | MTV               | 1 programa  |
| 2015      | Trencadís                             | Invitada | 8tv               | 1 programa  |
| 2015-2017 | Cámbiame                              | Invitada | Telecinco         | 2 programas |
| 2016      | Gran Hermano VIP 4                    | Invitada | Telecinco         | 3 programas |
| 2017      | Chester in love                       | Invitada | Cuatro            | 1 programa  |
| 2019      | Todo es mentira                       | Invitada | Cuatro            | 1 programa  |
| 2022      | Secret Story: la casa de los secretos | Invitada | Telecinco         | 4 programas |
| 2022-2023 | La resistencia                        | Invitada | Movistar Plus+    | 3 programas |
| 2023      | Superlativas                          | Invitada | Spotify / Youtube | 1 programa  |
| 2024      | Late Xou                              | Invitada | La 2              | 1 programa  |
| 2024      | El hormiguero                         | Invitada | Antena 3          | 1 programa  |
| 2024-2025 | La revuelta                           | Invitada | La 1              | 3 programas |
| 2025      | La noche golfa                        | Invitada | Telemadrid        | 1 programa  |

### Películas
| Año  | Película         | Rol                         | Notas        |
| ---- | ---------------- | --------------------------- | ------------ |
| 2005 | Petunias         | Limpiadora                  | Cortometraje |
| 2011 | Torrente 4       | Casera y vecina de Torrente |              |
| 2025 | Ukelele para dos | Belén Esteban               |              |

### Series de televisión
| Año  | Película    | Rol            | Notas      |
| ---- | ----------- | -------------- | ---------- |
| 2002 | Saborvisión | Mónica Naranjo | 1 episodio |
| 2011 | Aída        | Ella misma     | 1 episodio |

### Sucesión en programas de telerrealidad
| Predecesor: Manuel Bandera | Ganadores de ¡Más que baile! 2010  | Sucesor: Miguel Abellán                            |
| Predecesor: Ivonne Armant  | Ganadores de Gran Hermano VIP 2015 | Sucesor: Laura Matamoros                           |
| Predecesor: —              | La última cena 2020                | Sucesor: Cristina Cifuentes y Lucía Dominguín Bosé |

## Libros publicados
- Ambiciones y reflexiones. Editorial Planeta. Año 2013.[36] ISBN 9788467038286